# (11787) Baumanka
(11787) Baumanka est un astéroïde de la ceinture principale.

## Description
(11787) Baumanka est un astéroïde de la ceinture principale. Il fut découvert le 19 août 1977 à Naoutchnyï par Nikolaï Tchernykh. Il présente une orbite caractérisée par un demi-grand axe de 2,66 UA, une excentricité de 0,18 et une inclinaison de 13,4° par rapport à l'écliptique.

## Compléments